# Chloris ventricosa
Chloris ventricosa, vrsta višegodišnje biljke iz porodice trava. Autohtona je po australskim državama Novi Južni Wales, Victoria, Queensland, a uvezena je i u američke države Virginia i Južna Karolina, te na Trinidadu i Tobagu.
Lokalni naziv za nju je eng. Australian windmill grass. Služi kao hrana za dvije vrste sisavaca, crvenom klokanu (Macropus rufus) i vombatu (Vombatus ursinus), te kukcima australskom mravu (Nothomyrmecia macrops) i autohtonoj vrsti dugorogih skakavaca (Ensifera), Anostostoma australasiae, koji živi u toj travi u jugoistoku Queenslanda i sjeveroistoku Novog Južnog Walesa.

## Sinonimi
- Chloris sclerantha Lindl.
- Chloris ventricosa var. tenuis Benth.